# Calandrinia
Calandrinia is een geslacht uit de bronkruidfamilie (Montiaceae). De soorten komen voor van West-Canada tot in Centraal-Amerika en van Venezuela tot in westelijk en zuidelijk Zuid-Amerika.

## Soorten
- Calandrinia acaulis Kunth
- Calandrinia affinis Gillies ex Arn.
- Calandrinia alba (Ruiz & Pav.) DC.
- Calandrinia bracteosa Phil.
- Calandrinia breweri S.Watson
- Calandrinia caespitosa Gillies ex Arn.
- Calandrinia carolinii Hershk. & D.I.Ford
- Calandrinia ciliata (Ruiz & Pav.) DC.
- Calandrinia colchaguensis Barnéoud
- Calandrinia compacta Barnéoud
- Calandrinia corymbosa Walp.
- Calandrinia depressa Phil.
- Calandrinia filifolia Rydb.
- Calandrinia fuegiana Gand.
- Calandrinia galapagosa H.St.John
- Calandrinia graminifolia Phil.
- Calandrinia heterophylla Rydb.
- Calandrinia involucrata Phil.
- Calandrinia jompomae Hershk.
- Calandrinia lancifolia Phil.
- Calandrinia leucopogon Phil.
- Calandrinia minutissima Barnéoud
- Calandrinia monandra (Ruiz & Pav.) DC.
- Calandrinia nana Phil.
- Calandrinia nitida (Ruiz & Pav.) DC.
- Calandrinia pauciflora Phil.
- Calandrinia petrophila J.G.West & Albr.
- Calandrinia pilosiuscula DC.
- Calandrinia poeppigiana Walp.
- Calandrinia polyclados Phil.
- Calandrinia ranunculina J.M.Watson, A.R.Flores & Elvebakk
- Calandrinia sanguinea Phil.
- Calandrinia skottsbergii Gand.
- Calandrinia solisi Phil.
- Calandrinia spicigera Phil.
- Calandrinia taltalensis I.M.Johnst.
- Calandrinia villaroelii Phil.

Calandrinia · 
Calyptridium · 
Cistanthe · 
Claytonia (Winterpostelein) · 
Hectorella · 
Lenzia · 
Lewisia · 
Lewisiopsis · 
Lyallia · 
Montia (Bronkruid) · 
Montiopsis · 
Parakeelya · 
Phemeranthus · 
Philippiamra · 
Schreiteria